# 拉杜尼亞河
54°18′41″N 18°41′07″E / 54.311314°N 18.685219°E

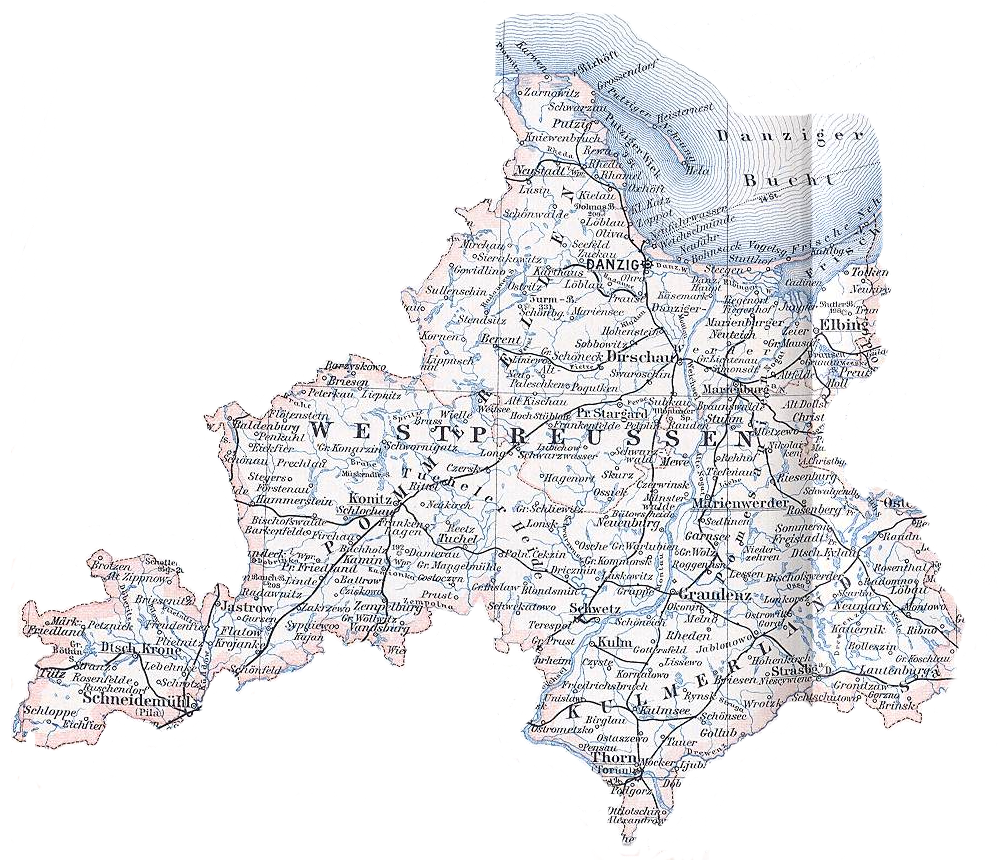

拉杜尼亞河（英語：Radunia）是波蘭的河流，位於該國北部，處於濱海省，屬於摩特拉瓦河的左支流，河道全長103公里，流域面積837平方公里，河口處在格但斯克附近。